# Gut Haanhof

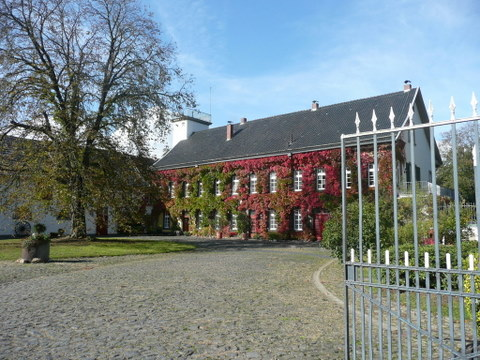
Gut Haanhof, Hauptgebäude (2009)

Das Gut Haanhof liegt oberhalb von Unkel, einer Stadt im rheinland-pfälzischen Landkreis Neuwied, auf dem 190 m ü. NHN hohen Plateau der sogenannten Bruchhauser Heide. 1837 errichtet, werden einige Gebäude heute von verschiedenen Handwerksbetrieben benutzt. Außerdem befindet sich in der Nachbarschaft eine Siedlung von Wochenendhäusern, der Wochenendplatz „Bruchhauser Heide“. Der Wohnplatz Haanhof gehört zur Gemarkung des Stadtteils Scheuren, nördlich schließt sich der Hof Hohenunkel an. Die Hofanlage ist ein geschütztes Kulturdenkmal.

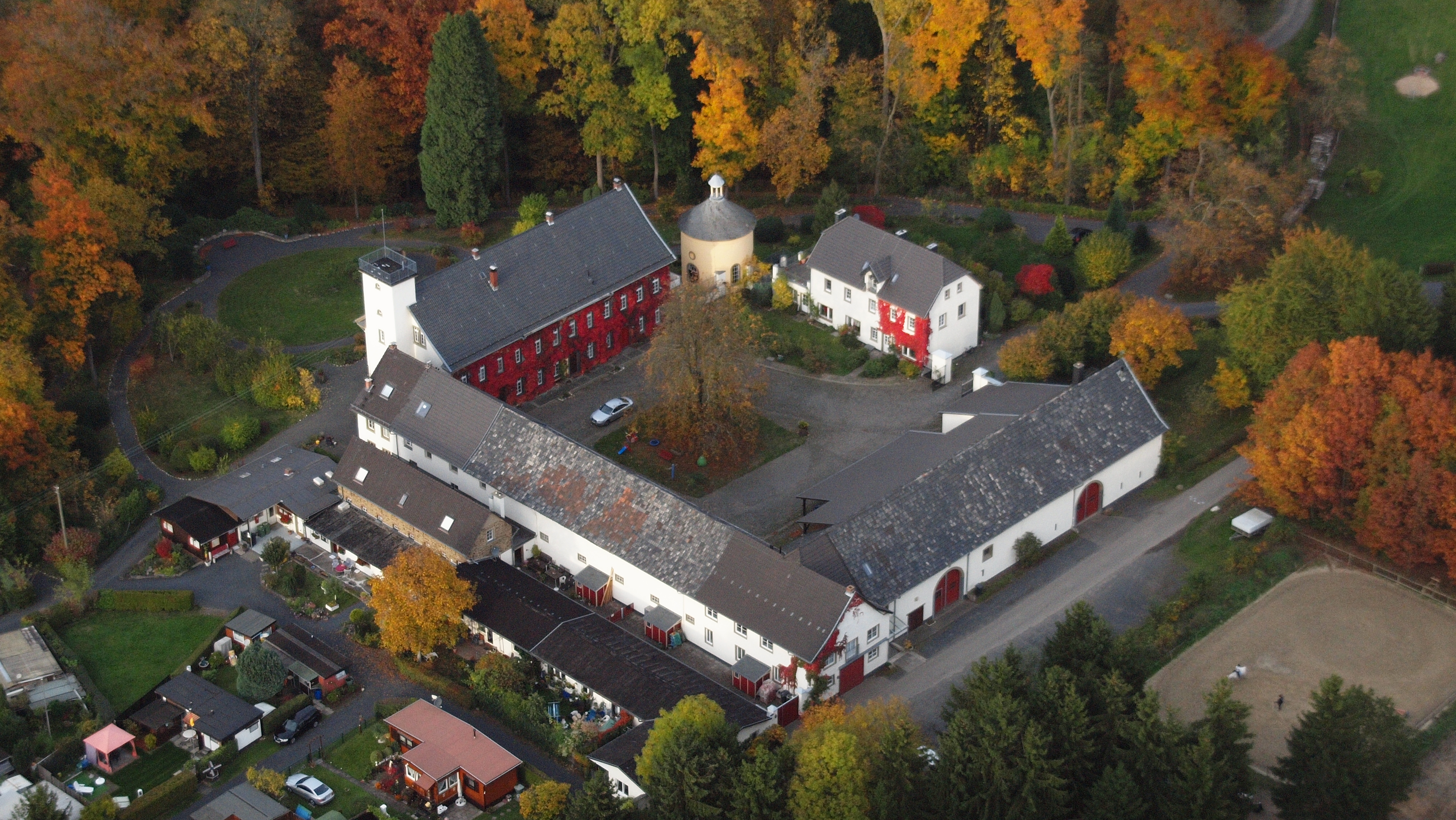
Luftaufnahme von Gut Haanhof (2012)

## Geologie
Der nordwestliche Teil der Bruchhausener Hochebene trägt die Flurbezeichnung „Bruchhauser Heide“ – ein Hinweis darauf, dass sich hier die naturräumlichen Verhältnisse wesentlich von denjenigen im übrigen Teil des Plateaus unterscheiden. Während sich südlich und östlich von Bruchhausen fruchtbares Ackerland ausdehnt, bestimmen Wald und weite Grünflächen das Bild im Norden und Westen. Sie sind Ausdruck der schwierigen Bodenverhältnisse in diesem Teil der Gemarkung. An der Kante zum Rheintal hin fehlt hier die Lößabdeckung über den mächtigen Kiesschichten, die der Rhein am Boden seines ursprünglichen Flussbettes hinterlassen hat, bevor er sich in seine jetziges Bett eingrub und die charakteristische Terrassenlandschaft des Rheintales entstand.

## Geschichte
Ursprünglich dienten die Höhengebiete der Gemeinde Unkel als Weideland, der Gewinnung von Streu und Futter und dem Holzeinschlag. Durch übermäßige Nutzung des Waldes hatten sich jedoch im Verlauf der Zeit weite Heideflächen gebildet, die den Bestand der Gemeindewaldungen ernsthaft gefährdeten. Um 1785 unternahm man in wirtschaftlich schwieriger Zeit einen ersten Versuch zur Urbarmachung dieser Flächen, der jedoch ohne dauernden Erfolg blieb. Zur Verbesserung der Situation wurde im Jahre 1855 erneut gemeinsam mit der Forstbehörde ein Plan über die Kultivierung der Gemeindeländereien aufgestellt. Im Zuge der Umsetzung dieses Planes wurde ein großer Teil der Heideländereien wieder zu Wald umgewandelt, wogegen die Kultivierung von Ackerland nicht in vollem Umfang gelang. Die geringe Ertragskraft des Ackerbodens einerseits sowie die Konkurrenzsituation der Löhne im gewerblichen Bereich andererseits, erforderte zusätzliches Kapital zur Urbarmachung und Besiedlung der Unkeler Heideflächen.
Dies war die Ausgangslage zwei Jahrzehnte zuvor gewesen, als Johann Heinrich Aloys Haan, ein begüterter Kölner Weinhändler und verschwägert mit der Familie Geyr von Schweppenburg in Unkel, in den Jahren 1834 und 1836 einen Teil der Heideländereien für ein Kaufgeld von 6.000 Talern von der Gemeinde erworben hatte. 1837 wurde der Grundstein für den Bau der damals so genannten „Haanenburg“ gelegt. Als Standort wählte er an der Kante zum Rheintal den Beginn einer tief in den Fels eingeschnittenen Schlucht, die sich in nordwestlicher Richtung ins Tal hinab schlängelt. Aufgrund der Topographie ließ sich an dieser Stelle die in der Heidelandschaft kritische Wasserversorgung des Hofes durch Brunnenanlagen günstig sicherstellen. Die Ausrichtung des Gutshauses erfolgte entsprechend der besten Fernsicht, die zu damaliger Zeit noch nicht vom Wald verstellt war und den Blick weit hinab ins Rheintal freigab. Ähnlich ihrem Kölner Stadthaus stattete die Familie Haan auch diesen Landsitz mit einer eigenen Kapelle aus, in der zu ihren Lebzeiten regelmäßig Gottesdienste gefeiert wurden.
Ende des 19. Jahrhunderts waren auf dem Haanhof 17 Knechte, 1 Schäfer, 1 Gärtner, 2 Dienstmädchen und 1 Kinderfräulein beschäftigt.
Nach weiterem Landerwerb in der Bruchhausener Gemarkung erreichte Gut Haanhof eine Gesamtfläche von ca. 110 Hektar an Ackerland und Wald. Wirtschaftliche Grundlage des Betriebes bildeten die ausgedehnten Flächen der Bruchhausener Heide, die ackerbaulich genutzt wurden beziehungsweise der Milchviehhaltung dienten. Weinbauflächen befanden sich in der Hanglage des „Eierborner Schlundes“ in Richtung Rheinbreitbach. Die Terrassierung des Weinberges ist noch heute in der in den 1950er-Jahren aufgeforsteten Gemarkung am Weg nach Rheinbreitbach zu erkennen.
Nach dem Ersten Weltkrieg waren umfangreiche Obstplantagen Grundlage der Bewirtschaftung; vor allem mit Süß- und Sauerkirschen.
In den letzten Wochen des Zweiten Weltkrieges wurden die Gutsgebäude durch Beschuss geschädigt. Der umkämpfte Brückenkopf der Ludendorff-Brücke zwischen Erpel und Remagen liegt nach Luftlinie nur wenige Kilometer entfernt. Der weithin sichtbare Aussichtsturm des Haupthauses diente den Alliierten bei der Erstürmung der Rheinhöhe als Zielpunkt. Nach der Eroberung diente der Haanhof den amerikanischen Truppen als Stützpunkt.
Die agrarpolitische Entwicklung nach dem Zweiten Weltkrieg führte aber hier wie auch in der Bruchhausener Gemarkung zum Rückgang dieses arbeitsintensiven Betriebszweiges. Die große Flächenausstattung des Betriebes und der umfangreiche Gebäudebestand diente in den folgenden Jahren zur Zucht von Mastschweinen und -rindern. Der fortschreitende Strukturwandel der Landwirtschaft führte jedoch letztlich zu Beginn der 1970er Jahre endgültig zu einer Umorientierung: Mit der Aufforstung weiter Ackerflächen des ehemaligen Heidegebietes wurde an die Entwicklung des letzten Jahrhunderts angeknüpft. Einzelne Weideflächen dienten weiterhin der Pferdehaltung. Nach der Abtrennung der Hofstelle wurden Teile der Gebäude umgewidmet und gingen in einer Freizeitanlage auf, die von ihrer Lage am Rande des Ballungsraumes Köln-Bonn profitiert.
Bei der Volkszählung am 25. Mai 1987 verzeichnete der Wohnplatz Haanhof 13 Einwohner.

## Kapelle
Die Kapelle des Haanhofes ist ein barocker Rundbau, gekrönt von einem Glockenturm. Das Innere ist in den Farben gelb-blau gehalten, überdacht von einem Sternenhimmel. Johann Heinrich Aloys Haan ließ sie 1837 errichten und mit einem Totenkeller ausstatten, in dem verstorbene Familienmitglieder aufgebahrt wurden, bevor sie auf dem Melatenfriedhof in Köln ihre letzte Ruhestätte fanden. Es ist davon auszugehen, dass auch die Kapelle – wie das Gutshaus – mit zahlreichen Kunstgegenständen aus dem Erbe von Jakob Johann Lyversberg ausgestattet war.
In der Kapelle herrschte zu Lebzeiten der Familie Haan bis 1870 reges kirchliches Leben, das auch auf die Nachbargemeinden ausstrahlte. Von 1840 bis etwa 1870 wurden hier Gottesdienste abgehalten. Möglich wurde die Ausrichtung der Messen im Dezember 1856 durch ein apostolisches Breve von Papst Pius IX. (1792–1878) an Johann Heinrich Aloys Haan mit der Erlaubnis, das Heilige Sakrament während seines Aufenthaltes auf der „Haanenburg“ auf Dauer aufzubewahren. Nach dem Tod von Johann Heinrich Aloys Haan wurden die Gottesdienste bald eingestellt. Dach und Innenraum wurden im Laufe der Jahrzehnte stark geschädigt; zeitweise diente der Raum als Wirtschaftsgebäude. Nach vielen Renovierungsarbeiten wurde sie 1999 wieder eingeweiht. Heute feiert alljährlich zur Erntedankzeit die Evangelische Kirchengemeinde von Unkel-Linz einen Gottesdienst in der Kapelle.

## Wochenendplatz „Bruchhauser Heide“
Nach dem Ende der Landwirtschaft wurde in den 1970er-Jahren an Gut Haanhof ein Wochenendplatz eröffnet. Für die ursprünglich als Campingplatz geplante Anlage wurden einige der Gebäude umgenutzt. Im Laufe der Zeit entwickelte sich ein Dauerstellplatz mit Mobilheimen und Blockhäusern.